# Idalys Ortiz
Idalys Ortiz Bocourt (Pinar del Río, 27 settembre 1989) è una judoka cubana, vincitrice di quattro medaglie olimpiche.

## Palmarès
- Giochi olimpici

Pechino 2008: bronzo nella categoria oltre i 78 kg.
Londra 2012: oro nella categoria oltre i 78 kg.
Rio de Janeiro 2016: argento nella categoria oltre i 78 kg.
Tokyo 2020: argento nella categoria oltre i 78kg.
- Mondiali

Rotterdam 2009: bronzo nella categoria oltre i 78 kg.
Tokyo 2010: bronzo nella categoria oltre i 78 kg.
Rio de Janeiro 2013: oro nella categoria oltre i 78 kg.
Chelyabinsk 2014: oro nella categoria oltre i 78 kg.
Astana 2015: bronzo nella categoria oltre i 78 kg.
Marrakesh 2017: bronzo nella categoria open.
Baku 2018: argento nella categoria oltre i 78 kg.
Tokyo 2019: argento nella categoria oltre i 78 kg.
- Giochi panamericani

Guadalajara 2011: oro nella categoria oltre i 78 kg.
Toronto 2015: oro nella categoria oltre i 78 kg.
Lima 2019: oro nella categoria oltre i 78 kg.
- Campionati panamericani di judo

Montreal 2007: oro nella categoria Open.
Miami 2008: oro nella categoria oltre i 78 kg.
Buenos Aires 2009: oro nella categoria oltre i 78 kg e Open.
San Salvador 2010: oro nella categoria oltre i 78 kg e Open.
Guadalajara 2011: oro nella categoria oltre i 78 kg.
Montreal 2012: oro nella categoria oltre i 78 kg.
San Josè 2013: oro nella categoria oltre i 78 kg
Guayaquil 2014: oro nella categoria oltre i 78 kg.
Edmonton 2015: oro nella categoria oltre i 78 kg.
L'Avana 2016: oro nella categoria oltre i 78 kg.
San José 2018: oro nella categoria oltre i 78 kg.
Lima 2019: oro nella categoria oltre i 78 kg.
- Universiadi

Kazan' 2013: oro nell'open e argento nella categoria oltre i 78 kg.